# Qassiarsuk

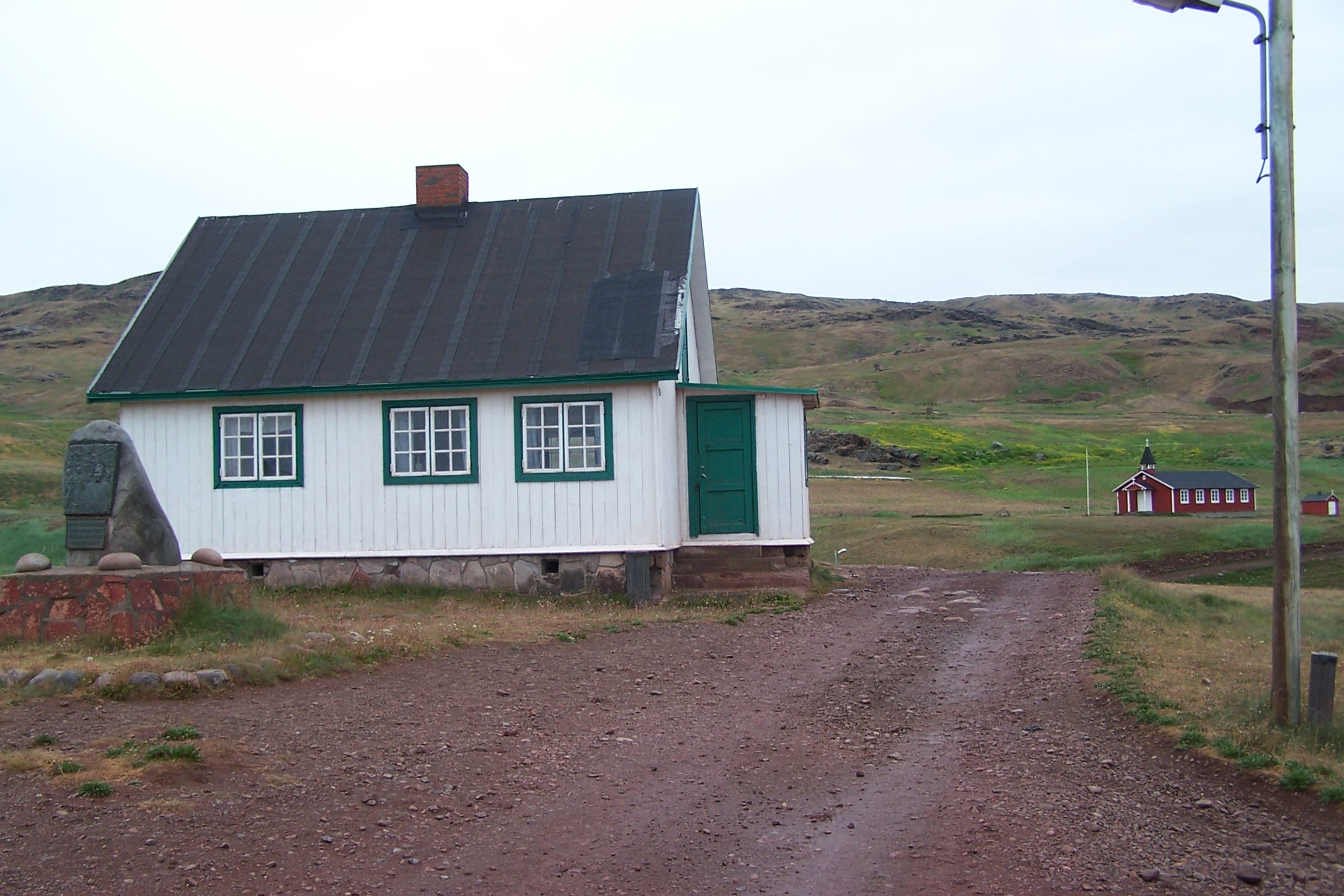
Uma rua de Qassiarsuk

Qassiarsuk é um assentamento no município de Kujalleq, sul da Gronelândia. Em 2010 tinha 89 habitantes.

## Geografia

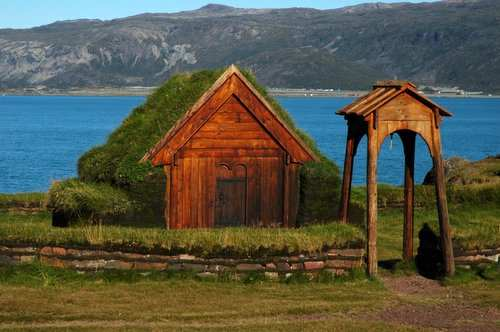
Reprodução da Igreja Brattahlíð.

O assentamento está localizado a 5 km oeste de Narsarsuaq, na Península de Narsaq, na costa noroeste do Fiorde Tunulliarfik. As planicíes são mais largas do que as de Narsaq, no extremo da península, enquanto a terra também é fértil, sendo assim os dois fatores que contribuem para a prática da agricultura.

## Transporte
Em Qassiarsuk o transporte é feito somente pelo mar através de barcos que ligam ao assentamento de Narsarsuaq, local onde está o único Aeroporto internacional no sul da Gronelândia.

## Economia
Em contraste com a maioria das localidades da Gronelândia, as principais actividades económicas são: Ovinocultura (Pecuária), agricultura e Agropecuária. Há também algum turismo na região, sendo as rúinas da Igreja Brattahlíð um dos principais pontos turísticos.

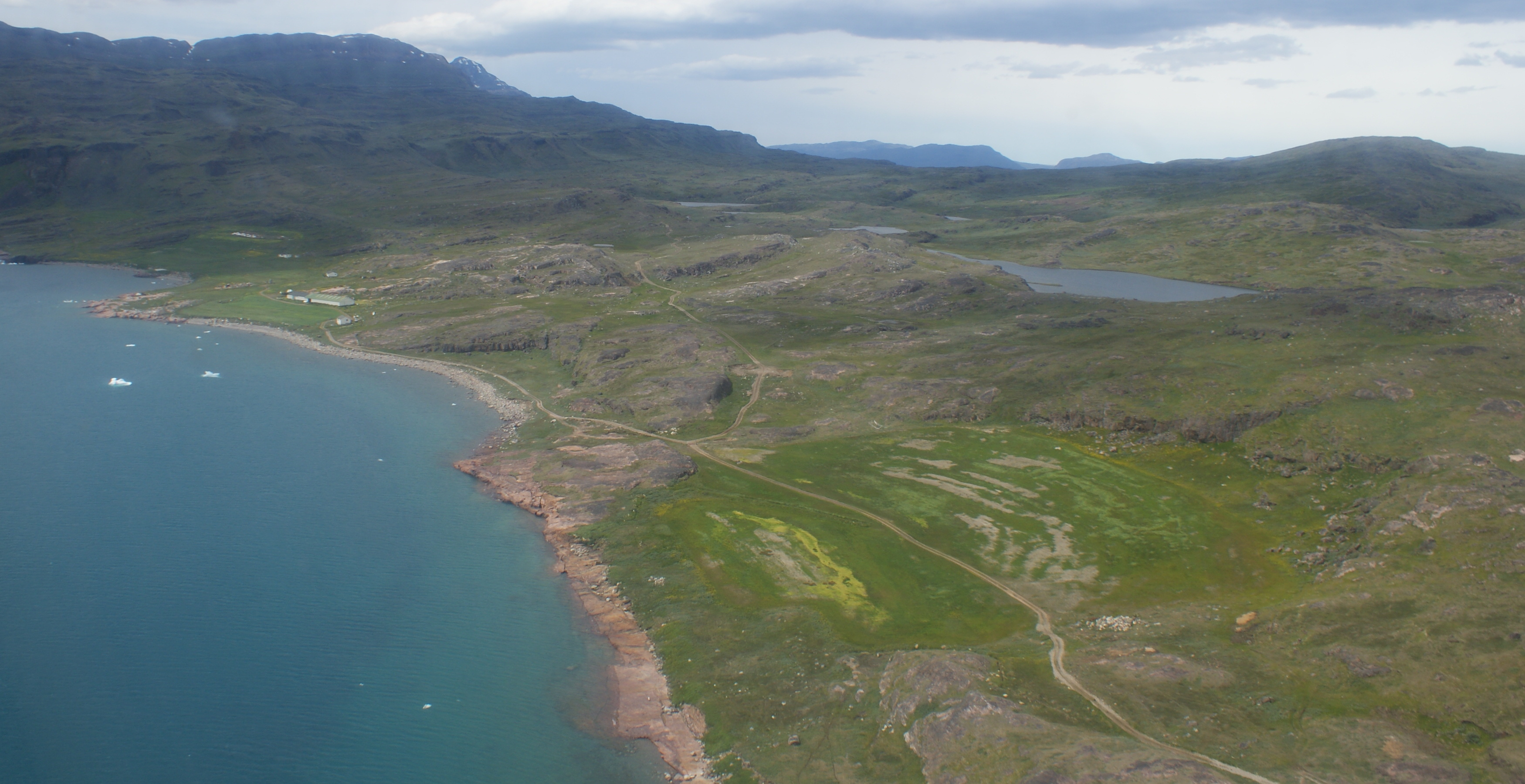
Vista aérea das fazendas de Qassiarsuk.

## População
A população de Qassiarsuk, com uma pequena descida na década de 2000, manteve-se estável durante as duas últimas décadas.